# Borgolombardo
Borgolombardo (Borgh Lombard in milanese) è un quartiere della città italiana di San Giuliano Milanese, sito fra la Via Emilia e la ferrovia.
Nei primi anni sessanta ospitò la sede della Divisione elettronica della Olivetti, dove si producevano gli elaboratori elettronici mainframe della serie Elea 9003.